# Мейон
Мейо́н (фр. Meillon) — коммуна во Франции, находится в регионе Аквитания. Департамент — Атлантические Пиренеи. Входит в состав кантона Узом, Гав и Рив-дю-Не. Округ коммуны — По.
Код INSEE коммуны — 64376.

## География
Коммуна расположена приблизительно в 660 км к югу от Парижа, в 180 км южнее Бордо, в 7 км к юго-востоку от По.
По территории коммуны протекают реки Гав-де-По и Лагуэн.

### Климат
Климат тёплый океанический. Зима мягкая, средняя температура января — от +5°С до +13°С, температуры ниже −10 °C бывают редко. Снег выпадает около 15 дней в году с ноября по апрель. Максимальная температура летом порядка 20-30 °C, выше 35 °C бывает очень редко. Количество осадков высокое, порядка 1100 мм в год. Характерна безветренная погода, сильные ветры очень редки.

## Население
Население коммуны на 2010 год составляло 867 человек.
| 1962 | 1968 | 1975 | 1982 | 1990 | 1999 | 2010 |
| ---- | ---- | ---- | ---- | ---- | ---- | ---- |
| 655  | 697  | 662  | 727  | 709  | 737  | 867  |

## Администрация
| Период | Период | Фамилия         | Партия | Примечания |
| ------ | ------ | --------------- | ------ | ---------- |
| 1995   | 2014   | Жерар Саль-Казо |        |            |
| 2014   | 2020   | Патрик Бюрон    |        |            |

## Экономика
В 2010 году среди 540 человек трудоспособного возраста (15-64 лет) 412 были экономически активными, 128 — неактивными (показатель активности — 76,3 %, в 1999 году было 72,0 %). Из 412 активных жителей работали 386 человек (211 мужчин и 175 женщин), безработных было 26 (12 мужчин и 14 женщин). Среди 128 неактивных 41 человек были учениками или студентами, 63 — пенсионерами, 24 были неактивными по другим причинам.

## Достопримечательности
- Церковь Св. Петра (XIX век)[4]